# Flora Robson
Flora McKenzie Robson (South Shields (Inglaterra), 28 de marzo de 1902 - Brighton (Inglaterra), 7 de julio de 1984) fue una actriz inglesa. Fue nombrada Dama comendadora de la Orden del Imperio Británico. 

## Biografía

### Primeros años
Robson nació en South Shields, en una familia de ascendencia escocesa. Su padre trabajó como ingeniero naval, antes de retirarse y mudarse a Welwyn Garden City. Robson tuvo dos hermanos y cuatro hermanas. Desde muy temprana edad, su padre descubrió el talento de Flora para la recitación y la llevó a participar en concursos de interpretación. Robson asistió a la Palmers Green High School. 

### Carrera
Robson realizó su debut teatral en 1921, cuanto tenía 19 años. Debido a su estatura (1,78 m), solía representar a mujeres dominantes tales como Isabel I de Inglaterra en Fire Over England y The Sea Hawk. Robson interpretó a la emperatriz Isabel I de Rusia en Catherine the Great en 1934. En 1946, fue nominada al Óscar a la mejor actriz de reparto por su papel en Saratoga Trunk. Luego de la Segunda Guerra Mundial, Robson apareció en las películas Holiday Camp, Narciso negro, Goodtime Girl y Saraband for Dead Lovers.
En 1952, Robson fue nombrada dama comendadora de la Orden del Imperio Británico y en 1960 recibió el título de Dama Comandante. Robson continuó actuando incluso después de cumplir 80 años, especialmente para telefilmes estadounidenses, aunque también realizó algunos trabajos para la televisión británica. Asimismo, continuó su trabajo teatral en West End, apareciendo en obras como Ring Round the Moon, John Gabriel Borkman, La importancia de llamarse Ernesto y Las tres hermanas.
Robson murió de cáncer en Brighton a los 82 años. Nunca contrajo matrimonio ni tuvo hijos.

## Filmografía selecta
- Furia de titanes (1981)
- Alicia en el país de las maravillas (1972)
- The Beast in the Cellar (1970)
- Eye of the Devil (1966)
- 7 Women (1966)
- Those Magnificent Men in their Flying Machines (1965)
- El soñador rebelde (1965)
- Guns at Batasi (1964)
- Murder at the Gallop (1963)
- 55 días en Pekín (1963)
- High Tide at Noon (1957)
- Romeo and Juliet (1954)
- Malta Story (1953)
- Saraband for Dead Lovers (1948)
- Narciso negro (1947)
- César y Cleopatra (1945)
- Saratoga Trunk (1945)
- The Sea Hawk (1940)
- Invisible Stripes (1939)
- We Are Not Alone (1939)
- Cumbres borrascosas (1939)
- Fire Over England (1937)
- Catherine the Great (1934)

## Premios y distinciones
Premios Óscar
| Año  | Categoría               | Película   | Resultado |
| ---- | ----------------------- | ---------- | --------- |
| 1947 | Mejor actriz de reparto | La exótica | Nominada  |